# Breach (álbum)
Breach es el próximo octavo álbum de larga duración y sexto álbum de estudio del dúo estadounidense Twenty One Pilots. Su lanzamiento está previsto para el 12 de septiembre de 2025 a través de Fueled by Ramen. Es la continuación del anterior álbum de estudio del dúo Clancy (2024), y pretende concluir una serie conceptual que también incluye Blurryface (2015), Trench (2018) y Scaled and Icy (2021).

## Antecedentes y promoción
El 21 de mayo de 2025, casi un año después del lanzamiento de su anterior álbum de estudio, Clancy (2024), Twenty One Pilots anunció una secuela titulada Breach. El anuncio se produjo tras una serie de pistas crípticas y sorpresas compartidas en redes sociales y durante los conciertos finales del Clancy World Tour. Entre estas sorpresas se encontraban varios fragmentos de código morse dispersos en las letras finales de las Exhibiciones de Estreno para Fans.
Breach continuará las narrativas establecidas en sus trabajos anteriores, en particular Blurryface (2015), Trench (2018), Scaled and Icy (2021) y Clancy. El dúo declaró que el álbum sería la última entrega de su historia de una década, establecida inicialmente en Blurryface, en alusión a «Paladin Strait», el tema de cierre de Clancy, cuyo videoclip había sido un final de suspense. Tyler Joseph ya había anticipado el disco en una entrevista, afirmando que estaban entrando en una "brecha de nada" que solo podía describir como "nada".
La portada muestra al dúo vestido mayoritariamente de negro, similar a la de Clancy, lo que refuerza la idea de una narrativa continua. Al anunciar el álbum, Twenty One Pilots reveló que el sencillo principal, "The Contract", se lanzaría el 12 de junio de 2025. Tras el anuncio, las primeras ediciones de Breach en vinilo y CD se pusieron a la venta por adelantado. El álbum está programado para su lanzamiento el 12 de septiembre. El 15 de julio se reveló la lista de canciones del álbum. El segundo sencillo, "Drum Show", se lanzó el 18 de agosto, mientras que un video musical de la canción de apertura, "City Walls", descrito por Joseph como "el fin de [la tradición]", acompañará el lanzamiento del álbum.

## Lista de canciones
| N.º | Título             | Productor (s) | Duración |  |
| 1.  | «City Walls»       |               |          |  |
| 2.  | «Rawfea»           |               |          |  |
| 3.  | «Drum Show»        |               | 3:24     |  |
| 4.  | «Garbage»          |               |          |  |
| 5.  | «The Contract»     | Joseph        | 3:48     |  |
| 6.  | «Downstairs»       |               |          |  |
| 7.  | «Robot Voices»     |               |          |  |
| 8.  | «Center Mass»      |               |          |  |
| 9.  | «Cottonwood»       |               |          |  |
| 10. | «One Way»          |               |          |  |
| 11. | «Days Lie Dormant» |               |          |  |
| 12. | «Tally»            |               |          |  |
| 13. | «Intentions»       |               |          |  |